# Marlon Blue
Marlon Blue Babic (Viena, 19 de maio de 1988) é um modelo e ator austro-inglês. Seus trabalhos mais notáveis são Dream a Life no papel de James, Episodes, Cale em The Royals e Fury. Seu próximo papel será na filme Goitaca, que será lançado em 2019.

## Carreira
Em 2013, Blue apareceu no filme de Drama I’m Still Here. Ele trabalhou como modelo para Gareth Pugh, Chanel, Max Mara, GANT, Armani, Gucci, Marc Stone e Diesel entre outras marcas. Blue apareceu no filme Fury com Brad Pitt e Shia LaBeouf e The Royals com Elizabeth Hurley e William Moseley em 2014. Em agosto de 2014, ele estrelou ao lado de Black Hawk down’s, Ian Virgo em Lion, onde ele atuou como Frank Stanford, um pioneiro ainda jovem em conflito. Em 2014, o diretor Luke Hupton, que trabalhou juntamente com Peter Bogdanovich nomeado para o Prêmio de Academia, o escolheu e elencou entre os papéis principais em seu filme de estréia 27, Memory Lane. 
Em 2014, Blue estrelou Thomas Brodie-Sangster no clip Rain de Luka State, apareceu brevemente no comercial de TV Coco Mademoiselle, dirigido por Joe Wright, além de Keira Knightley para a marca de perfume francês Chanel, e estrelou como James na banda Edition Records do clipe de Slowly Rolling Camera`s Dream A life. Em 31 de março de 2014, Blue foi chamado para atuar no papel principal masculino de Kudos no suspense The Singleton com Karen Fairfax. Marlon atuará como um artista ousado, sofrendo do trauma de uma repentina desaparição de um ente querido. No fim de 2014, Blue foi confirmado como Chris Coltweild, um boxeador no filme de curta-metragem Fighting Heart.
Em 21 de março de 2015, depois de ter se juntado ao elenco de The Surrogate Of Infidelity, para atuar no papel de Donovan, em janeiro de 2015, ele foi chamado para atuar como John Quest, um curioso detetive, em 1603, além de Crispian Belfrage. Em abril de 2015, Blue foi confirmado para o filme de velho-oeste A Fistful of Bullets com Geoff Bell de Steven Spielberg`s War Horse. Em Maio de 2015, ele conseguiu o papel de Desmond, um personagem que pensa que é um diretor de circo durante suas horas de trabalho como porteiro, no filme de fantasia Londinium, juntamente com Brian Croucher.
Em 19 de maio de 2016, de ter se juntado ao elenco de no filme de drama Love Doll, para atuar no papel de Nat, com Ash Stymest e Hafsia Herzi. Em 2017, ele apareceu na Golden Globe ganhar série Episodes com Matt LeBlanc. Seu próximo papel será na filme Goitaca de  Rodrigo Rodrigues, que será lançado em 2019, ao lado de Leandro Firmino de Cidade de Deus, Luciano Szafir e Lady Francisco.  

## Filmografia
| Ano             | Título                      | Personagem      | Notes        |
| --------------- | --------------------------- | --------------- | ------------ |
| 2013            | I'm Still Here              | Surgn           |              |
| 2014            |                             |                 |              |
| 27, Memory Lane | Doc                         |                 |              |
| Lion            | Frank Stanford              |                 |              |
| Fury            | US Soldier                  |                 |              |
| 2015            | The Royals                  | Cale            |              |
| 2015            | The Singleton               | Kudos           | [ 16 ]       |
| 2016            | Londinium                   | Desmond         |              |
| 2016            | Fighting Heart              | Chris Coltweild | [ 17 ]       |
| 2016            | Sex Doll                    | Nat             | [ 18 ]       |
| 2016            | Across the River            | Noah            |              |
| 2017            | Episodes                    | Luc             |              |
| 2017            | 1603                        | John Quest      | [ 19 ]       |
| 2018            | The Surrogate of Infidelity | Donovan         |              |
| 2018            | My Heart Breaks the Waves   | Mark            |              |
| 2019            | Goitaca                     | Candea          | Pós-produção |

## Música
| Ano  | Single       | Artista               | Papel     | Obs.   |
| ---- | ------------ | --------------------- | --------- | ------ |
| 2014 | Dream A Life | Slowly Rolling Camera | Principal | [ 8 ]  |
| 2014 | Rain         | The Luka State        | Principal | [ 21 ] |
| 2016 | I Wonder     | Bree                  | Principal |        |

## Prêmios e Nomeações
| Ano  | Prêmios                 | Categoria   | Resultado | País           |
| ---- | ----------------------- | ----------- | --------- | -------------- |
| 2015 | GBIFF Awards            | Melhor Ator | Venceu    | Estados Unidos |
| 2016 | Los Angeles Film Awards | Melhor Ator | Venceu    | Estados Unidos |
| 2016 | Los Angeles Film Awards | Melhor Ator | Venceu    | Estados Unidos |